# Europan Europe
Europan Europe - federacja zainicjowana w 1988 roku przez 9 państw europejskich, zrzeszająca dziś narodowe struktury 22 państw organizujących w cyklach dwuletnich międzynarodowy konkurs architektoniczny Europan, którego celem jest zaangażowanie młodych profesjonalistów w poszukiwanie awangardowych rozwiązań, nowatorskich idei i możliwości w zakresie budowy współczesnego miasta europejskiego oraz podejmowania efektywnego, konstruktywnego dialogu organizatorów, uczestników, decydentów i inwestorów.
W 2006 roku do federacji Europan przystąpiła Polska, jako kraj stowarzyszony, zgłaszając do dziewiątej sesji konkursu teren Czyste położony na Woli w Warszawie, Europan Polska